# OVS fest
Az OVS fesztivál (Online Video Stars, vagyis Online Videós Csillagok fesztiválja)  Magyarországon 2014 óta megrendezett rendezvény, amelyen az érdeklődők a YouTube videómegosztó webhelyről ismert emberekkel találkozhatnak.
Az eseményt először 2014. június 21-én, a Petőfi Csarnokban rendezték meg, és mivel sikeresnek bizonyult, 2015. július 4-én ismét megrendezték, ezúttal a Millenáris Parkban. A nagyobb hely miatt ez még az előzőnél is sikeresebb lett, így 2016-ban is megrendezték a fesztivált június 25-én.

## Célja
A fesztivál célja, hogy összehozza a youtubereket a nézőikkel.

## Részt vevő videósok
Az adatok a 2016-os rendezvény szerintiek.
- Dancsó Péter
- AvianaRahl
- Csecse Attila
- Dezső Bence
- JustVidman
- PamKutya
- zsDav
- Metalexovics
- Vitó Zsombor
- Viszkok Fruzsi
- Varázsló
- Szecso Video
- Royalszabi
- Radics Peti
- Lina és Panni
- Inez Hilda Papp
- HErBY
- Gabi Frizurái
- Boldzer
- Vinmar
- Pallagi Alexa
- Alteron
- Maris
- Emcibeauty
- Sirius
- CAFF
- Szilvialeszilvuple
- KD csapat
- Csillisz
- Évis’s Channel
- Carnor
- CsChannel
- Paplovag
- Szepiz
- HackerB1
- Videójáték Zsolti
- GoodLike
- Covery
- Zsozeatya
- Diesel
- Csonti Gaming
- Kiss Alexa
- Toppler Dorina
- Walrusz
- Eder
- Csabusa
- Vicc Elek
- DoggyAndi
- Parakim
- Magyar Barbi
- Kiss Ádám
- Konzolvilág Ricsi
- Klaudia
- Nana
- Agropanda
- Szertár
- Pinghorizon

## Általános programok
Az adatok a 2016-os rendezvény szerintiek.
A rendezvény 2 helyiségben zajlik, az OVS színpadon és a Szakmai teremben.
A Nagyszínpadon interaktív játékos feladókkal mérheti össze erejét és tudását YouTuber és néző. Itt látható többek között Dancsó Péter a Neo zenekarral közös produkciója, a DancsSHOW.
A Szakmai teremben a számítógépes játékok előnyei és hátrányai, valamint az internet pozitív és negatív oldala kerül terítékre.

## E-sportaz OVS-en
A rendezvényen lehetőség nyílik az E-sport kipróbálására és megtekintésére, hiszen a League of Legends magyar bajnokságának döntője és az Overwatch mini-bajnokság döntője is ott kerül megrendezésre. A helyszínen a videósok a fent említett két játékkal játszhatnak a nézőik ellen vagy a nézőikkel.